# Rhodellophyceae
Rhodellophyceae es una clase de algas rojas unicelulares. Es una de las tres clases (Porphyridiophyceae, Rhodellophyceae y Stylonematophyceae) con representantes unicelulares que contiene el subfilo Rhodophytina, que se pueden distinguir entre sí por diferencias ultraestructurales, especialmente por la asociación del aparato de Golgi con otros orgánulos. Así, las células de Porphyridiophyceae contienen un solo cloroplasto altamente lobulado con un pirenoide excéntrico o centrado, aparato de Golgi asociado al núcleo y al retículo endoplasmático y contiene manitol. La reproducción es por división celular.

## Taxonomía
Se reconocen los siguientes órdenes:
- Dixoniellales Yokoyama, J.L.Scott, G.C.Zuccarello, M.Kajikawa, Y.Hara & J.A.West, Yokoyama, J.Scott, G.Zuccarello, M.Kajikawa, Y.Hara & J.West, 2009
- Glaucosphaerales E.C.Yang, J.L.Scott, H.S.Yoon & J.A.West, 2011
- Rhodellales H.S.Yoon, K.M.Müller, R.G.Sheath, F.D.Ott & D.Bhattacharya, 2006